# Ghatixalus
A Ghatixalus a kétéltűek (Amphibia) osztályába, a békák (Anura) rendjébe és az evezőbékafélék (Rhacophoridae) családjába tartozó nem. A nem egy nagyobb klád tagja, melybe a Chiromantis, a Feihyla,  a Taruga, a Polypedates és a Rhacophorus nem is tartozik.

## Előfordulásuk
A nembe tartozó fajok India déli részén honosak. A fajok kizárólag a trópusi magashegyi erdőkben, a Nilgiris és az Anaimalai-Palnis hegységben 1600 m-es tengerszint feletti magasságban élnek.  

## Nevének eredete
Nevét előfordulásának helyéről a Nyugati-Ghátok hegyvonulatról, valamint a ma már nem használatos Ixalus nemre utaló szóból alkották. Az ixalus szót André Marie Constant Duméril és Gabriel Bibron alkotta 1841-ben, a levelibékák számos nemének nevében előfordul.

## Rendszerezés
A nembe az alábbi fajok tartoznak:
- Ghatixalus asterops Biju, Roelants, & Bossuyt, 2008
- Ghatixalus magnus Abraham, Mathew, Cyriac, Zachariah, Raju & Zachariah, 2015
- Ghatixalus variabilis (Jerdon, 1853)